# 比尤克-卡拉蘇河

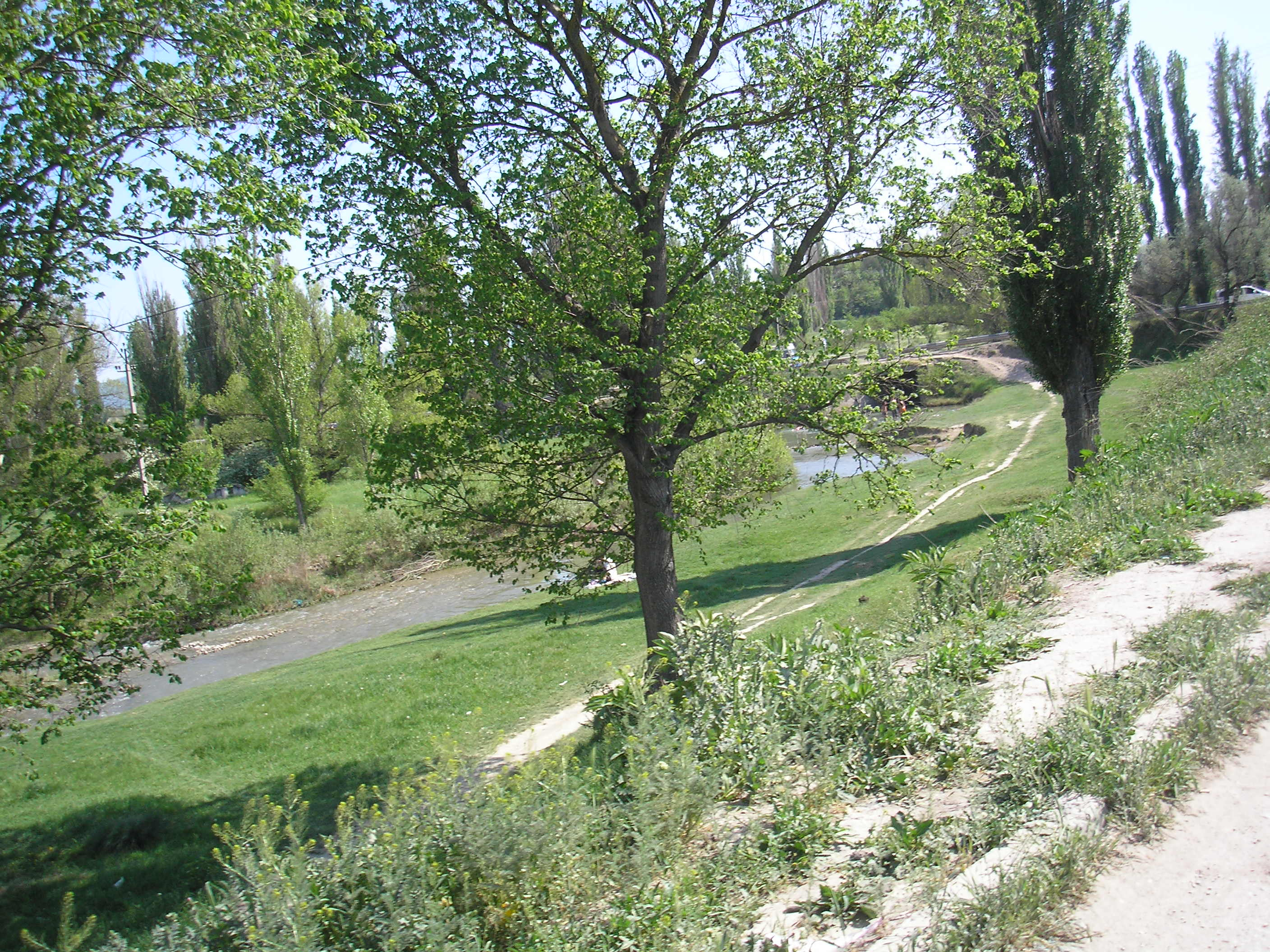

比尤克-卡拉蘇河（羅馬化：Biiuk-Karasu，羅馬化：Biyuk-Karasu）是烏克蘭或俄羅斯的河流，位於克里米亞半島，該河流屬於薩爾吉爾河的右支流，河道全長102公里，流域面積1,160平方公里。

## 參考資料

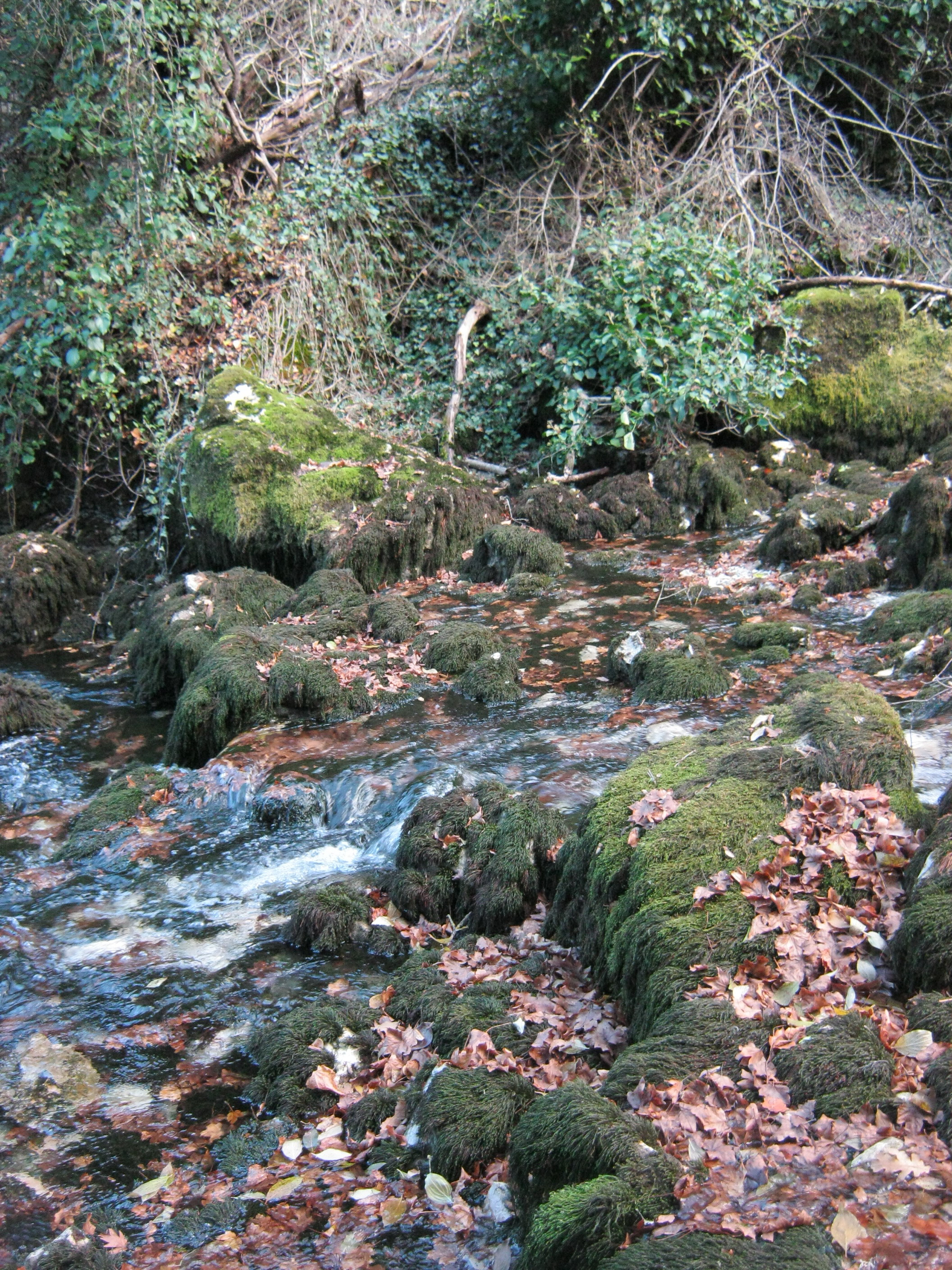
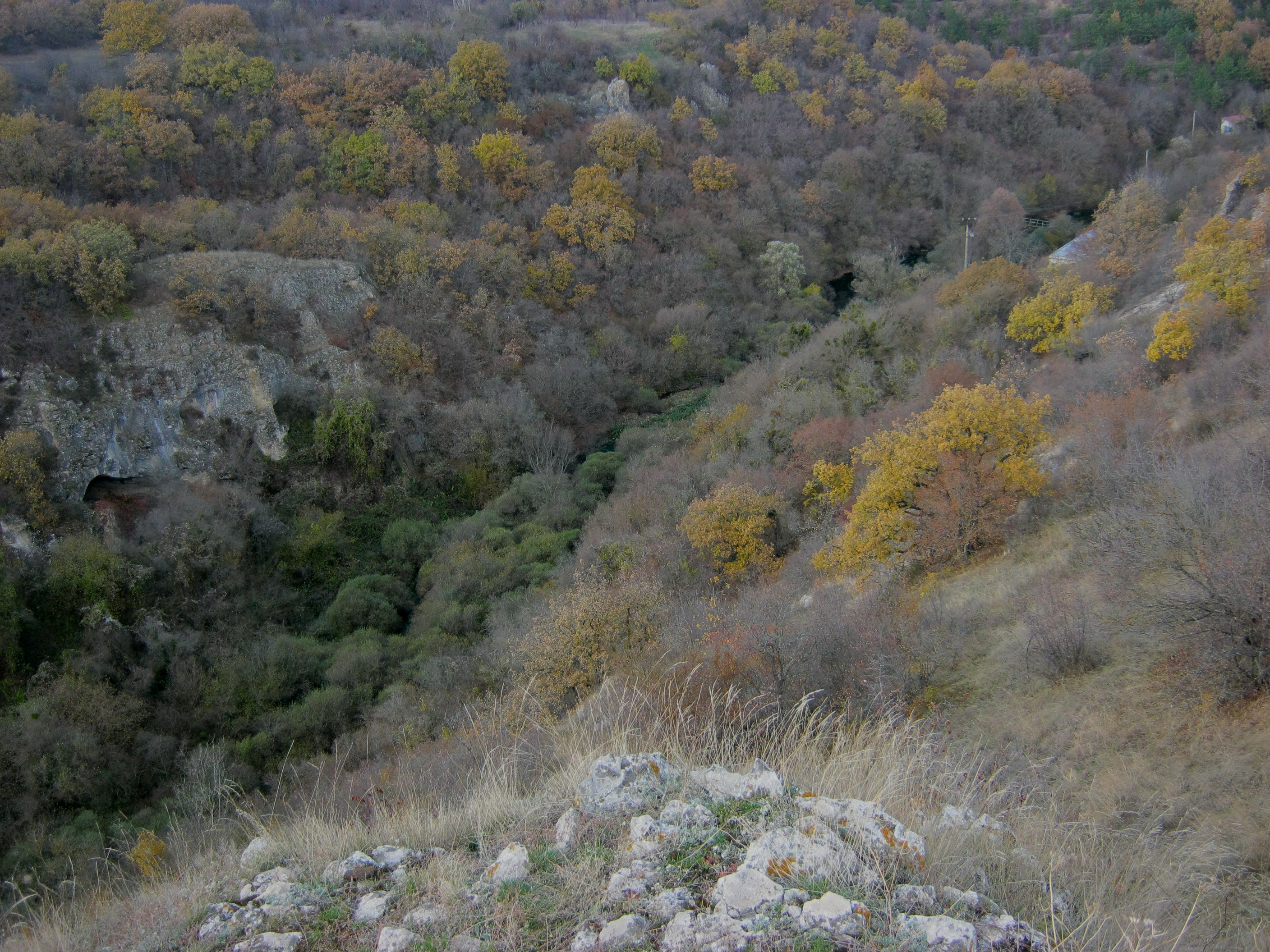
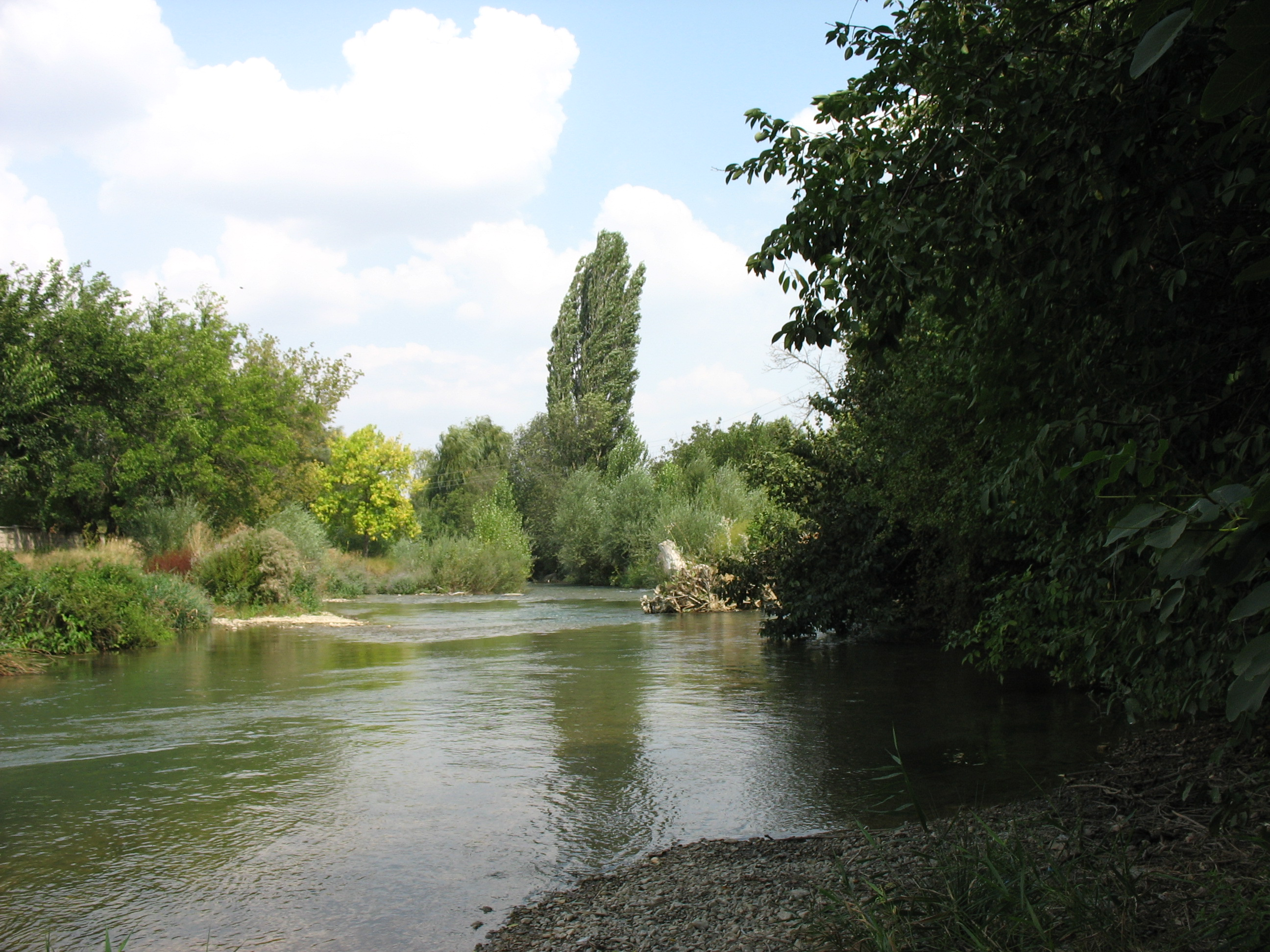
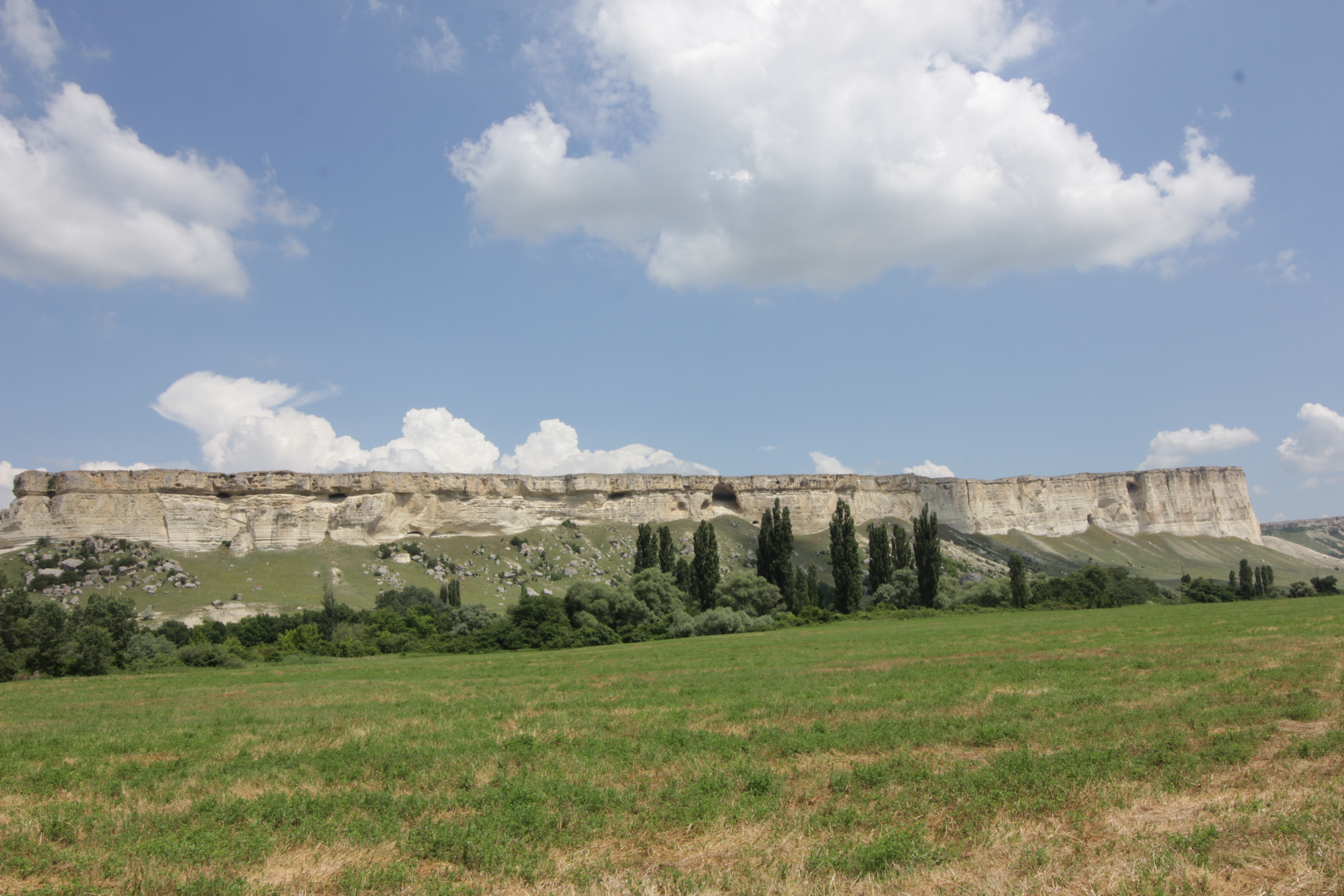